# Chronologie des publications phonographiques BAM : Séries Cycnus
Vous pouvez aider à l'améliorer ou bien discuter des problèmes sur sa page de discussion.
- Il ne s’appuie pas, ou pas assez, sur des sources secondaires ou tertiaires. (Marqué depuis décembre 2018)
- Il doit être recyclé. La réorganisation et la clarification du contenu sont nécessaires. (Marqué depuis décembre 2018)

- Archive Wikiwix
- Bing
- Cairn
- DuckDuckGo
- E. Universalis
- Gallica
- Google
- G. Books
- G. News
- G. Scholar
- Persée
- Qwant
- (zh) Baidu
- (ru) Yandex
- (wd) trouver des œuvres sur Wikidata

La chronologie des publications phonographiques BAM : Séries Cycnus fait référence à la nomenclature d'édition de la maison de disques BAM et la numération album de l'éditeur à parution. Ces références officielles discographiques(ekk) figurent dans les discographies dédiées et détaillées des artistes considérés. La numérotation, comme pour toutes les discographies d'éditeur se veut chronologique dans l'ordre d'enregistrement des projets discographiques.

## Préambule
Cycnus semble être un acronyme dont les premières lettres sont tirées de Cycle Classique, mais il ne subsiste actuellement aucune source publique étayant cette hypothèse. Cycnus est également un personnage de la mythologie grecque.

## Faits marquants liés à ces séries Cycnus

### Récompenses discographiques
En France
- Grand Prix du disque de l'Académie Charles-Cros 1962 pour Societa Cameristica di Lugano - Claudio Monteverdi : Combattimento di Tancredi e Clorinda; Scherzi musicali per due soprani e basso. Solistes, chœur et orchestre dirigés par Edwin Loehrer avec Luciano Sgrizzi au clavecin et Egidio Roveda au violoncelle et Laerte Malagutti(baryton). Album publié initialement sous la référence Cycnus 60 CS 505 et réédité en Cycnus 9007 (coffret).
- Grand Prix du disque de l'Académie Charles-Cros 1963 pour l'album Societa Cameristica di Lugano - Anonymes du XIIIe siècle. Solistes, chœur et orchestre dirigés par Edwin Loehrer avec Luciano Sgrizzi à l'orgue et au clavecin et Egidio Roveda au violoncelle. Album publié initialement sous la référence Cycnus 60 CS 501 et réédité en Cycnus 9031
- Grand Prix du disque de l'Académie Charles-Cros 1964 pour l'album Societa Cameristica di Lugano - Rossini : Les péchés de ma vieillesse (extraits). Solistes, chœur et orchestre dirigés par Edwin Loehrer avec Luciano Sgrizzi (clavecin), Egidio Roveda (violoncelle), Luciana Ticinelli-Fattori (soprano), Elena Rizzieri (soprano), Maria Minetto (mezzo-soprano), Herbert Handt (tenor), Laerte Malaguti (baryton) et James Loomis (baritone). Album publié initialement sous la référence Cycnus 60 CS 514 et réédité en Cycnus 90??.
- Grand Prix du disque de l'Académie Charles-Cros 1964 pour l'album Societa Cameristica di Lugano - Claudio Monteverdi : Madrigali guerrieri e amorosi. Solistes, chœur et orchestre dirigés par Edwin Loehrer avec Luciano Sgrizzi à l'orgue et au clavecin et Egidio Roveda au violoncelle. Album publié initialement sous la référence Cycnus 60 CS 518 et Cycnus 60 CS 519 et réédité en Cycnus 9001 et Cycnus 9002 sous le titre “Le livre des chants guerriers et amoureux (Vol. I et II)”
- Grand Prix du disque de l'Académie Charles-Cros 1964 pour l'album Luciano Sgrizzi de la Societa Cameristica di Lugano (au clavecin Neupert d'époque) - Concertos de Vivaldi transcrits pour clavecin seul par Johann Sebastian Bach. Album publié initialement sous la référence Cycnus 60 CS 522 et réédité en Cycnus 9011 et Cycnus 9002 sous le titre “Johann Sebastian Bach : Les 6 Concertos pour clavecin seul”.
- Grand Prix du disque de l'Académie Charles-Cros 1965 pour l'album Societa Cameristica di Lugano - Claudio Monteverdi : Il ballo delle ingrate (Le bal des cruelles / Mantoue). Solistes, chœur et orchestre dirigés par Edwin Loehrer avec Luciano Sgrizzi (clavecin), Elena Rizzieri (soprano), Elena Zilio (mezzo-soprano), Maria Minetto (mezzo-soprano), Eric Marion (contre-tenor), Rodolfo Malacarne (tenor), Laerte Malaguti (tenor), James Loomis (basse), Alfonso Nanni (basse), Irène Bassi Ferrari (harpe), Egidio Roveda (violoncelle), Michelangelo Fasolis (contrebasse) et Hans Sulzberger (orgue). Album publié initialement sous la référence Cycnus 60 CS 525 et réédité en Cycnus 9003 sous le titre “Madrigaux de Monteverdi (Vol. 3)”.
- Grand Prix du disque de l'Académie Charles-Cros 1965 pour l'album Luciano Sgrizzi de la Societa Cameristica di Lugano (au clavecin Neupert d'époque) - Domenico Scarlatti : 16 Sonates pour clavecin[7]. Album publié initialement sous la référence Cycnus 60 CS 526 et réédité en Cycnus 9025 augmentée de 3 titres.
- Grand Prix des discophiles ORTF 1965 pour l'album Luciano Sgrizzi de la Societa Cameristica di Lugano (au clavecin Neupert d'époque) - Domenico Scarlatti : 16 Sonates pour clavecin
- Grand Prix du disque de l'Académie Charles-Cros 1965 pour l'album Societa Cameristica di Lugano - Antonio Vivaldi : Cantates et Sonates. Solistes, chœur et orchestre dirigés par Edwin Loehrer avec Luciano Sgrizzi (clavecin), Laerte Malaguti (baryton), Antonio Scrosoppi (violin) et Egidio Roveda (violoncelle). Album publié initialement sous la référence Cycnus 60 CS 529 et réédité en Cycnus 9032.

En Italie
- Grand Prix de la Critique Italienne 1964 pour l'album Societa Cameristica di Lugano - Claudio Monteverdi : Combattimento di Tancredi e Clorinda; Scherzi musicali per due soprani e basso. Solistes, chœur et orchestre dirigés par Edwin Loehrer avec Luciano Sgrizzi au clavecin et Egidio Roveda au violoncelle et Laerte Malagutti, récitant. Album publié initialement sous la référence Cycnus 60 CS 505 et réédité en Cycnus 9007 (coffret)

En Angleterre
- Grand Prix du disque Edison 1965 pour l'album Luciano Sgrizzi de la Societa Cameristica di Lugano (au clavecin Neupert d'époque) - Domenico Scarlatti : 16 Sonates pour clavecin

### Devenir du label
À la suite du rachat de la maison de disques BAM par son diffuseur principal Disc'AZ, lui-même racheté par Barclay, puis fusionné au sein d'Universal France, la marque est devenue un temps Cycnus-Musidisc. Il semble, cependant, qu'actuellement elle soit en sommeil, puisqu'elle n'exerce plus d'activité éditoriale.
Certains enregistrements ont été également réédités sous le label Accord.

## Catalogue des publications phonographiques: numération détaillée

### Série Cycnus 30 CM 000 (LP) et 60 CS 500 (LP/Cassette)
Index des albums publiés en 1962 et 1963
- 001 / 501 : Societa Cameristica di Lugano - Laudario 91 di cortona : la nativa - la passione[8] (ekk) [9] - Solistes, chœur et orchestre dirigés par Edwin Loehrer avec Luciano Sgrizzi au clavecin.
- 002 / 502 : Le Quatuor Benthien accompagné par Robert Riefling (piano) - L'Œuvre de Franz Berwald (Vol. I)[10]
- 003 / 503 : L'Orchestre Philharmonique de Stockholm (dirigé par Hans Schmidt-Isserstedt) - L'Œuvre de Franz Berwald (Vol. II) [11]
- 004 / 504 : Luciano Sgrizzi (clavicembalo) della Societa Cameristica di Lugano - Antologia della musica clavicembalistica italiana dei secoli XVII e XVIII[12] (ekk) [13]
- 005 / 505 : Societa Cameristica di Lugano - Claudio Monteverdi : Il combattimento di Tancredi e Clorinda - Scherzi musicali - Madrigali dal libro 7[14] (ekk) [15] - Solistes, chœur et orchestre dirigés par Edwin Loehrer avec Luciano Sgrizzi au clavecin.
- 006 / 506 : Jorgen Ernst Hansen, à l'orgue Grobenius de l'Église St André de Copenhague - Anthologie de la musique d'orgue (Vol. 1)[16]
- 007 / 507 : Jorgen Ernst Hansen, à l'orgue Grobenius de l'Église St André de Copenhague - Anthologie de la musique d'orgue (Vol. 2)[17]
- 008 / 508 : Jorgen Ernst Hansen, à l'orgue Grobenius de l'Église St André de Copenhague - Anthologie de la musique d'orgue (Vol. 3)[18]
- 009 / 509 : Societa Cameristica di Lugano - I Maestri Veneti Del Secolo XVIII[19] (ekk) [20] - Solistes, chœur et orchestre dirigés par Edwin Loehrer avec Luciano Sgrizzi au clavecin, Antonio Scrosoppi et Louis Gay Des Combes aux violons, Renato Carenzio (violon alto) et Egidio Roveda (violoncelle).

Index des albums publiés en 1964
- 010 / 510 : Jorgen Ernst Hansen et la Societas Musica de Copenhague - Les 4 Cantates de Johann Nikolaus Hanff[21]
- 011 / 511 :
- 012 / 512 : Le Quatuor Benthien - L'Œuvre de Franz Berwald (Vol. III)[22]
- 013 / 513 :
- 014 / 514 : Solistes et chœur de la Societa Cameristica di Lugano - Gioachino Rossini : Les péchés de ma vieillesse (Vol. I)[23] (ekk) [24]
- 015 / 515 : Luciano Sgrizzi (clavicembalo) della Societa Cameristica di Lugano - Antologia della musica clavicembalistica italiana del secolo XVII [25] (ekk) [26]
- 016 / 516 : Solistes et chœur de la Societa Cameristica di Lugano - Antonio Caldara : cantates et sonates[27] - Solistes, chœur et orchestre dirigés par Edwin Loehrer.
- 017 / 517 : Le Quatuor Benthien - L'Œuvre de Franz Berwald (Vol. IV)[28] - Le Quatuor Benthien est accompagné par Willy von. Stemm (cor), Josef Lippert (contrebasse), Rudolf Irmisch (clarinette), Alfred Franke (basson).
- 018 / 518 : Societa Cameristica di Lugano - Claudio Monteverdi : Madrigali guerrieri e amorosi (Madrigaux Livre VIII)[29] (ekk) [30]- Solistes, chœur et orchestre dirigés par Edwin Loehrer avec Luciano Sgrizzi au clavecin.
- 019 / 519 : Jorgen Ernst Hansen, à l'orgue Marcussen de Jaegersborg - Anthologie de la musique d'orgue (Vol. IV) : Les maîtres des anciens Pays-Bas[31]
- 020 / 520 : Maria Christova (soprano) et l'Ensemble vocal et instrumental Dobrynia dirigé par Georges Kisselhoff (chef de chœur) et Daniel Salmanoff (chef d'orchestre) - Découverte de la musique vocale russe du XIe au XIXe siècle[32]
- 021 / 521 : Solistes et chœur de la Societa Cameristica di Lugano - Gioachino Rossini : Les péchés de ma vieillesse (Vol. II)[33] (ekk) [34]
- 022 / 522 : Luciano Sgrizzi de la Societa Cameristica di Lugano (au clavecin Neupert d'époque) - Concertos de Vivaldi transcrits pour clavecin seul par Johann Sebastian Bach[35] (ekk) [36]

Index des albums publiés en 1965
- 023 / 523 : Solistes et chœur de la Societa Cameristica di Lugano - I Maestri Napolitani Dei Secoli XVII e XVIII[37] (ekk) [38] - Solistes, chœur et orchestre dirigés par Edwin Loehrer avec Luciano Sgrizzi au clavecin.
- 024 / 524 : Martin Galling (piano) - Franz Josef Haydn : Sonate N ° 20 en ut mineur - Sonate N ° 23 en fa majeur - Sonate N ° 52 en mi bémol majeur[39]
- 025 / 525 : Societa Cameristica di Lugano - Claudio Monteverdi : Il Ballo Delle Ingrate - Mantoue[40] (ekk) [41] - Solistes, chœur et orchestre dirigés par Edwin Loehrer avec Luciano Sgrizzi au clavecin, avec Elena Zilio, mezzo-soprano (Amore), Maria Minetto, mezzo soprano (Venere), James Loomis, basse (Pluton).
- 026 / 526 : Luciano Sgrizzi de la Societa Cameristica di Lugano (au clavecin Neupert d'époque) - Domenico Scarlatti : Seize sonates pour clavecin[42] (ekk) [43]
- 027 / 527 : Solistes et chœur de la Societa Cameristica di Lugano - Antonio Vivaldi : La Senna Festeggiante (La Seine en fête) [44] - Solistes, chœur et orchestre dirigés par Edwin Loehrer avec Luciano Sgrizzi au clavecin, Basia Retchitzka (soprano), Elena Zilio(mezzo-soprano), James Loomis (basse), Egidio Roveda (violoncelle).
- 028 / 528 : Jorgen Ernst Hansen, à l'orgue de l'Église Saint Merry à Paris - Anthologie de la musique d'orgue (Vol. V) : Les maîtres français[45]
- 029 / 529 : Solistes et chœur de la Societa Cameristica di Lugano - Antonio Vivaldi : Cantates et sonates[46]. Solistes, chœur et orchestre dirigés par Edwin Loehrer avec Luciano Sgrizzi (clavecin), Laerte Malaguti (baryton), Antonio Scrosoppi (violin) et Egidio Roveda (violoncelle).
- 030 / 530 : Luciano Sgrizzi (clavecin) et Anna Ricci (mezzo-soprano) de la Societa Cameristica di Lugano - La musique espagnole choisie par Cervantes : œuvres vocales et instrumentales des XVe, XVIe et XVIIe siècles [47](ekk) [6] . Accompagnés par l'Ensemble polyphonique de Barcelone, dirigé par Miguel Querol Galvada et avec Maria Dolores Marti, Maria Dolores Agell, Francisco Javier Torra, Magin Martin, Manuel Cubedo.
- 031 / 531 : Luciano Sgrizzi de la Societa Cameristica di Lugano (au clavecin Neupert d'époque) - Georg Friedrich Haendel : Pièces pour clavecin[48](ekk) [49]
- 032 / 532 : Solistes de la Societa Cameristica di Lugano - Les Maîtres Toscans du XVIIIe siècle[50] (ekk) [51]. Interprétés par Edigio Roveda (violoncelle), Anton Zuppiger (flûte), Cesare Ferraresi (violon) et Luciano Sgrizzi (clavecin).
- 033 / 533 : Luciano Sgrizzi de la Societa Cameristica di Lugano (au piano Bechstein) - Gioacchino Rossini : Œuvres pour Piano[52](ekk) [53]
- 034 / 534 : Societa Cameristica di Lugano - Claudio Monteverdi : Symphonies et ritournelles d'Orfeo - Lamentations d'Ariane - Trois Canzonettes - Pleurs d'un amant sur la tombe de sa bien-aimée[54] (ekk) [55] - Solistes, chœur et orchestre dirigés par Edwin Loehrer avec Luciano Sgrizzi au clavecin.
- 035 / 535 : Luciano Sgrizzi (clavicembalo) della Societa Cameristica di Lugano - Antologia della musica clavicembalistica italiana dei secoli XVII e XVIII (Livro III)[56] (ekk) [57]
- 036 / 536 : Dominique Merlet (piano) - Robert Schumann : Davidsbündlertänze. Op. 6 - 3 Phantasiestücke. Piano. Op. 111[58]

Index des albums publiés en 1966
- 037 / 537 : Societa Cameristica di Lugano - Antonio Lotti : Chefs-d'œuvre sacrés et profanes[59] (ekk) [60] - Solistes, chœur et orchestre dirigés par Edwin Loehrer avec Basia Retchizka, soprano I ; Maria Grazia Ferracini, soprano II ; Elena Zilio, contralto ; Laerta Malaguti, baryton ; Egidio Roveda, violoncelle ; Luciano Sgrizzi, clavecin.
- 038 / 538 : Jorgen Ernst Hansen, à l'orgue historique et l'Église du Sauveur de Copenhague - Dietrich Buxtehude : Pièces pour orgue[61]
- 039 / 539 : Luciano Sgrizzi (au piano Forte) - Les fils de Bach : Œuvres pour le piano Forte[62](ekk) [63]
- 040 / 540 : Egidio Roveda (violoncelle) et Luciano Sgrizzi (piano Forte et clavecin Neupert) - Luigi Boccherini : 4 Sonates pour violoncelle et clavier[64](ekk) [65]
- 041 / 541 : Clara Bonaldi (violon) et Luciano Sgrizzi (clavecin Neupert) - Giuseppe Tartini : 4 Sonates pour violon et clavecin[66](ekk) [67]

### Série Cycnus AC
- Cycnus AC 1 à Cycnus AC 4 : Societa Cameristica di Lugano - Claudio Monteverdi : Le Livre de chants guerriers et amoureux (Livre VIII) (4 LP) - Solistes, chœur et orchestre dirigés par Edwin Loehrer avec Luciano Sgrizzi au clavecin, Egidio Roveda au violoncelle, Basia Retchitzka (soprano), Elena Rizzieri (soprano), Luciana Ticinelli-Fattori (soprano), Elena Zilio (mezzo-soprano), Eric Marion (contre-tenor), Giovanni di Giulio (tenor), Rodolfo Malacarne (ténor), Eric Tappy (ténor), Laerte Malaguti (baryton), James Loomis (basse) et Gastone Sarti (basse).
- Cycnus AC 42 : Dominique Merlet (piano) - Carl Maria von Weber : Sonate pour piano op. 39, en la bémol[68]

### Série Cycnus 9000 (Réédition de LP stéréo et nouveaux albums)
Index des albums publiés en 197?
- Cycnus 9001 : Societa Cameristica di Lugano - Claudio Monteverdi : Le livre des chants guerriers et amoureux (Vol. I) - Solistes, chœur et orchestre dirigés par Edwin Loehrer avec Luciano Sgrizzi au clavecin et Egidio Roveda au violoncelle.

Album publié initialement sous la référence Cycnus AC 1.
- Cycnus 9002 : Societa Cameristica di Lugano - Claudio Monteverdi : Le livre des chants guerriers et amoureux (Vol. II)[69] - Solistes, chœur et orchestre dirigés par Edwin Loehrer avec Luciano Sgrizzi au clavecin et Egidio Roveda au violoncelle (album Grand Prix du disque de l'académie Charles-Cros 1962).

Album publié initialement sous la référence Cycnus AC 2.
- Cycnus 9003 : Societa Cameristica di Lugano - Claudio Monteverdi : Madrigaux (Vol. III)[70] - Solistes, chœur et orchestre dirigés par Edwin Loehrer avec Luciano Sgrizzi au clavecin et Egidio Roveda au violoncelle

Album publié initialement sous la référence Cycnus AC 3.
- Cycnus 9004 : Societa Cameristica di Lugano - Claudio Monteverdi : Madrigaux (Vol. IV)[71] - Solistes, chœur et orchestre dirigés par Edwin Loehrer avec Luciano Sgrizzi au clavecin et Egidio Roveda au violoncelle

Album publié initialement sous la référence Cycnus AC 4.
- Cycnus 9005, Cycnus 9006 et Cycnus 9007 : Societa Cameristica di Lugano - Claudio Monteverdi : Concerto - Madrigali dal VII Libro (Volume I et II) - Musique pour la cour de Mantoue[72] (3 LP + Coffret) - Solistes, chœur et orchestre dirigés par Edwin Loehrer avec Luciano Sgrizzi au clavecin et Egidio Roveda au violoncelle

Album publié initialement sous la référence Cycnus 60 CS 505 et Cycnus 60 CS 501.
- Cycnus 9011 : Luciano Sgrizzi (clavecin Neupert d'époque) - Johann Sebastian Bach : Les 6 Concertos pour clavecin seul[73]

Album publié initialement sous la référence Cycnus 60 CS 522.
- Cycnus 9012 : Luciano Sgrizzi (clavecin Neupert d'époque) - Georg Friedrich Händel : Grande suite en sol mineur n ° 7 - Grande suite en fa majeur n ° 2 - Chaconne et variations en sol majeur - Grande suite en mi majeur n ° 5 - Allegro et fugue en la mineur[74]
- Cycnus 9021, Cycnus 9022, Cycnus 9023 et Cycnus 9024 : Luciano Sgrizzi (clavecin Neupert d'époque) - Le Clavecin Baroque : Deux siècles de musique en Italie[75](ekk)[76] (4 LP + Coffret : Contient partiellement du matériel précédemment publié dans d'autres albums de cette collection).
- Cycnus 9025 : Luciano Sgrizzi (clavecin Neupert d'époque) - Domenico Scarlatti : 18 Sonates pour clavecin (Vol. I)[77]

Album publié initialement sous les références Cycnus 60 CS 504 (2 sonates) et Cycnus 60 CS 526 (16 sonates).
- Cycnus 9026 : Luciano Sgrizzi (clavecin Neupert d'époque) - Domenico Scarlatti : 19 Sonates pour clavecin (Vol. II)[78](ekk)[79]
- Cycnus 9027 : Les solistes de la Societa Cameristica di Lugano - Venise et Naples au XVIIIe siècle : Antonio Vivaldi, Giuseppe Tartini, Domenico Scarlatti, Nicola Porpora, Giovanni Battista Pergolesi[80]
- Cycnus 9031 : Societa Cameristica di Lugano - Trésors de la musique Italienne : Anonymes du XIIIe siècle[81] - Solistes, chœur et orchestre dirigés par Edwin Loehrer avec Luciano Sgrizzi à l'orgue et au clavecin et Egidio Roveda au violoncelle. (album Grand Prix du disque de l'académie Charles-Cros 1963)

Album publié initialement sous la référence Cycnus 60 CS 501.
- Cycnus 9032 : Societa Cameristica di Lugano - Trésors de la musique Italienne : Antonio Vivaldi : Cantates et Sonates[82](ekk) [83]. Solistes, chœur et orchestre dirigés par Edwin Loehrer avec Luciano Sgrizzi (clavecin), Laerte Malaguti (baryton), Antonio Scrosoppi (violin) et Egidio Roveda (violoncelle).

Album publié initialement sous la référence Cycnus 60 CS 529.
- Cycnus 9033 : Societa Cameristica di Lugano - Trésors de la musique Italienne : Antonio Caldara - cantates et canons[84] - Solistes, chœur et orchestre dirigés par Edwin Loehrer.
- Cycnus 9034 : Societa Cameristica di Lugano - Trésors de la musique Italienne : Antonio Lotti : Chefs-d'œuvre sacrés et profanes[85] - Solistes, chœur et orchestre dirigés par Edwin Loehrer.
- Cycnus 9041 : Dominique Merlet (piano) - Robert Schumann : Davidsbündlertänze. Op. 6 - 3 Phantasiestücke. Piano. Op. 111[86]
- Cycnus 9043 : Dominique Merlet (piano) - Johannes Brahms : Sonate en fa mineur - Rapsodie Op. 79 : N ° 1 en si mineur - Rapsodie Op. 79 : N ° 2 en sol mineur[87]
- Cycnus 9061 : Martin Galling (piano) - Joseph Haydn : Sonate N ° 20 en ut mineur - Sonate N ° 23 en fa majeur - Sonate N ° 52 en mi bémol majeur[88]
- Cycnus 9066 : Georges Bernard (piano) - Modest Petrovič Musorgskij : Œuvres pour piano[89]
- Cycnus 9081 : Clara Wirz (Mezzo-soprano) et Annibale Rebaudengo (piano) - Robert Schumann : Lieders pour piano et voix[90]

### Série Cycnus CALB (coffrets albums)
- CALB 36 à CALB 39 : Societa Cameristica di Lugano - Claudio Monteverdi : Le Livre de chants guerriers et amoureux: Livre VIII (Vol. I et II) & Madrigal (Vol. III et IV)
- CALB 40, CALB 41 et CALB 42 : Societa Cameristica di Lugano - Claudio Monteverdi : Concerto - Madrigali dal VII Libro (Volume I et II) - Mantoue
- CALB 62 et CALB 63 : Luciano Sgrizzi (clavecin Neupert d'époque) - Domenico Scarlatti : Sonates pour clavecin (Vol. I et II)
- CALB 72 à CALB 75 : Luciano Sgrizzi (clavicembalo) della Societa Cameristica di Lugano - Antologia della musica clavicembalistica italiana dei secoli XVII e XVIII
- CALB 96 à CALB 99 : Jorgen Ernst Hansen - L'Orgue en Allemagne du Nord avant Bach : XVIe – XVIIIe siècles (1974)[91]